# Pyramidelloidea
Pyramidelloidea zijn een superfamilie van voornamelijk zeer kleine, slank-torenvormige tot ei-kegelvormige huisjes met heterostrofe embryonale windingen en krachtige columellaire plooien.

## Taxonomie
De volgende families zijn bij de superfamilie ingedeeld:
- Pyramidellidae Gray, 1840
- Amathinidae Ponder, 1987
- † Heteroneritidae Gründel, 1998